# ドラフト会議 (MLB)
メジャーリーグベースボール（MLB）におけるドラフト会議（ドラフトかいぎ）には以下の2つがある。
1. ファースト・イヤー・プレイヤー・ドラフト（英語：The Major League Baseball First-Year Player Draft）
2. ルール5ドラフト（英語：Rule 5 draft）

本稿では両方について説明し、単に「ドラフト」と表記した場合はファースト・イヤーを指すものとする。

## ファースト・イヤー
「ルール4ドラフト」（MLB規約の第4条に規定されていることに由来）、または「アマチュア・ドラフト」（プロ選手を指名する、後述のルール5ドラフトとの対比）とも呼ばれる。

### 歴史
MLBのドラフト制度は、各チームの戦力均衡を目的に1965年から導入された。豊富な資金力を背景に選手を集め、圧倒的な強さを誇っていたニューヨーク・ヤンキースにそれ以上戦力が偏りすぎるのを防ぐためでもあった。この結果、ヤンキースは1964年以降10年以上もリーグ優勝から遠ざかることとなり、この制度の成果は如実に現れた。さらに1969年からはプレーオフ（2地区制）が導入され、1972年からのオークランド・アスレチックスワールドシリーズ3連覇まで毎年違うチームがワールドチャンピオンとなっている。
だが、1960年代後半以降、代理人交渉制度が認められるとドラフト指名された有望選手にも代理人がつくようになり、契約金の高騰が起こった。結果、資金力に劣るチームは指名順位が高くても目玉選手を指名できず、指名順位が低いにもかかわらず資金力のあるチームがその選手を獲得できてしまう問題も発生した。そのため、選手に有利な契約を結ばせようと代理人が契約交渉を長引かせることを防ぐために交渉期限日を早めたり、契約金の推奨額を設定するといった対策を行なっている（後述）。

### 指名対象選手
以下の条件を満たす選手が指名対象となる。
1. ドラフトの1年以上前からアメリカ合衆国、カナダ、プエルトリコ、ほか合衆国領[2]いずれかの国に居住し、且つ当該国の高校、短大、コミュニティ・カレッジ、大学、独立リーグに在籍する選手。なお選手の国籍は問わない[3]。
  - 高校生は、卒業者（または見込み）で、且つ大学等へ進学しない選手のみ
  - 4年制以上の大学生は、3年以上在学している選手、または2年以上在学している21歳以上の選手のみ
2. 過去にMLB球団と選手契約を交わしていない
3. 他国プロ野球でドラフト対象となっていない[4][5]

上記条件を満たし、且つドラフト指名を希望しない選手は、5月1日までにMLB事務局へ通知することで当年の指名を回避できる。この場合、次のドラフト会議まではMLB球団と契約できない。

### 開催日程
指名対象国の学校の大半は6月に学年末を迎えるが、1986年までは1月と6月の年2回ドラフトが開催されていた。1987年からは年1回（6月上旬）に変更され、同年にレギュラー・フェイズ（通常部門=ファースト・イヤー）とセカンダリー・フェイズ（第2部門=いわゆる二次ドラフト。前回のドラフトで指名されながら入団しなかった選手対象）の分割システムもなくなり、それまでのドラフトで指名された選手も全てレギュラー・フェイズに組み込まれることになった。
2021年からは、7月の「MLBオールスターウィークエンド」期間中に開催されることとなった。MLB機構はこれに伴い、ドラフト候補選手たちが一同に集まって6-8月にシーズン公式戦を行う「MLBドラフトリーグ」を創設すると発表した。なお2023年現在、契約交渉権の有効期間は8月1日まで（4年制以上の大学卒業生、および独立リーグ所属選手は翌年ドラフト開催日まで）。

### 指名方式
戦力均衡が目的であるため、導入年から完全ウェイバー方式を採用しており、指名重複（抽選）や自由獲得枠といった規定はない。2022年からは、タンキング（球団側が意図的に戦力補強をせず、その結果シーズン勝率が下がることで、翌年のドラフトでより上位の指名順を得ようとする戦略）行為抑制のため、NBAやNHLでも採用されているロッタリー方式を以下のとおり採用している。
| ラウンド   | 指名順       | 指名順決定方法                                                                                | 補足 |
| ---------- | ------------ | --------------------------------------------------------------------------------------------- | ---- |
| 1巡目      | 全体1～6位   | ポストシーズン非進出チームによる抽選                                                          | ★1   |
| 1巡目      | 全体7～18位  | ポストシーズン非進出、かつ上記抽選に当選しなかったチーム （前シーズンの勝率下位順に割り当て） | ★1   |
| 1巡目      | 全体19～22位 | ポストシーズンのワイルドカードシリーズ敗退チーム                                              | ★2   |
| 1巡目      | 全体23～26位 | ディビジョンシリーズ敗退チーム                                                                | ★2   |
| 1巡目      | 全体27～28位 | リーグチャンピオンシップシリーズ敗退チーム                                                    | ★2   |
| 1巡目      | 全体29位     | ワールドシリーズ敗退チーム                                                                    |      |
| 1巡目      | 全体30位     | ワールドシリーズ制覇チーム                                                                    |      |
| 2巡目 以降 | 1～18番目    | ポストシーズン非進出チーム （前シーズンの勝率下位順に割り当て）                               |      |
| 2巡目 以降 | 19番目以降   | 1巡目の指名順と同じ                                                                           |      |

- ★1：収益分配の受給対象球団は3年連続で、非受給対象球団は2年連続で、全体6位以内の指名権を獲得することはできない（その当年は、高くても全体10位以下の指名順位しか得られない）。
- 抽選での当選確率は、前シーズン勝率の低い球団ほど高く設定される（勝率下位3球団の当選確率は同一[14]）。
- ★2：収益分配状況（受給球団、非受給球団、贅沢税支払い球団、の順）、分配状況が同じ場合は前シーズンの勝率下位順に上位指名権が割り当てられる。
- 選手に支払う年俸総額が一定額を超える球団は、ペナルティとして1巡目指名順位が10下がる（全体6位以上の指名権はペナルティ対象外。この場合、2番目に高い指名順位が10下がる）。この結果、指名順が戦力均衡ラウンドA（後述）の指名より後になるケースもあり得る[15]。
- 抽選はドラフト前年のウインターミーティングにて開催される。

また、指名権の補償などについて以下の特別規定がある。
- 前年度のドラフトで、上位指名選手（3巡目開始までに指名した選手）と契約できなかった球団は、その選手の全体指名順位に1を加えた順位での指名権を追加で与えられる[16]。また3巡目に指名した選手と契約できなかった際は、3巡目指名後（4巡目指名の前）に指名権を1つ与えられる。なお事前に選手の同意がない限り、同一球団が同一選手を2年連続で指名することはできない。
- 前年度の所属球団からクオリファイング・オファー(QO)を提示された選手がオファーを拒否してFAとなったうえ、当年ドラフトまでに他のMLB球団と契約した場合、流出元球団は補完指名権を得る。一方、獲得先球団は保有している指名権を少なくとも1つ以上失う。

- 特定条件を満たすトッププロスペクト（若手有望選手）[17][18]が、直前シーズンの開幕から2週間以内に26人枠に登録され、1年を通してMLBでプレー[19]した場合、「PPI(Prospect Promotion Incentive)資格選手」となる。PPI資格選手がルーキー・オブ・ザ・イヤー（新人王）を獲得するか、またはサイ・ヤング賞かMVP投票で3位以上となった場合、球団は1巡目終了直後の指名権を追加獲得する[20]。初適用者は2022年のフリオ・ロドリゲス（マリナーズ）。
  - また、PPI資格選手（前述の指名権を追加獲得していない選手に限る）が翌シーズン以降、年俸調停権を取得するまでにサイ・ヤング賞かMVP投票で3位以上となった場合も、球団は1巡目終了直後の指名権を追加獲得する[18]。
  - この規定は、チーム不動の主力となりうるトッププロスペクトを、開幕からでなくシーズン途中からMLBデビューさせ、サービスタイムを操作してFA権取得（保留権喪失）タイミングを1年先延ばしにしようとする球団側の戦略を抑制する目的も含まれている[21]。

- 1巡目および2巡目指名終了後、『戦力均衡ラウンド (CB)』と呼ばれる補完指名が実施される。収益分配制度の受給対象となる全球団に、2巡目開始直前（ラウンドA）または2巡目終了直後（ラウンドB）の補完指名権が1つ与えられる。前回にラウンドA指名権を得ていた球団は次回ラウンドB指名権を得るという風に、得る指名権は毎回交互に入れ替わる（2024年以降）。A・B各ラウンド内での指名順は、前シーズンの勝率上位順となる。この制度は2012年より実施されている[22]。また、戦力均衡ラウンドの指名権に限ってドラフト指名権自体のトレードが認められている。

| ドラフト ラウンド         |
| ------------------------- |
| 1巡目                     |
| PPI指名                   |
| QO補完指名                |
| 戦力均衡ラウンドA         |
| 2巡目                     |
| 戦力均衡ラウンドB         |
| QO補完指名                |
| 3巡目                     |
| 入団拒否補完指名（3巡目） |
| 4巡目                     |
| QO補完指名                |
| 5巡目                     |
| 6巡目                     |
| ･･･                       |

アメリカ合衆国では学生の部活動の掛け持ちが一般的であり、野球以外のスポーツでも高い才能を発揮している学生選手は珍しくない。そのためNBAやNFLなど他競技のドラフトからも重複で指名されたり、卒業年度でない学生は学校からスポーツ奨学金（スカラーシップ）の提供を受けて在学を続ける選択をし、指名されても入団しないケースがある。また、下位指名選手は契約金や自身への評価が低いなどの理由から、入団しないことがある。
またチーム関係者の親族や、知人の息子を「記念」として下位で指名するなど、思わぬ人物が突然指名を受けたケースもある。あくまでお遊びとしての指名であり、基本的に戦力として期待されてはいないので、大抵このような指名を受けた者は入団しないが、マイク・ピアッツァ（1988年、62巡目指名、ピアッツアの父親と当時のロサンゼルス・ドジャースの監督だったトミー・ラソーダが友人だったことから指名された）のように入団し、チームの主力にまで成長する選手も稀にだが存在する。
指名選手はマイナー契約（40人枠外での契約）しか締結できず、メジャー契約（40人枠入り）の確約や、インセンティブ（出来高）などを契約内容に盛り込むこともできない。このため、ほぼ全ての選手は傘下のマイナーリーグ球団で数年間の育成を経たのち、有望選手がMLB昇格を果たしていく。また、サービスタイム6年に達してFA権を取得するまでは保留制度に縛られ、サービスタイム3年未満の間は年俸調停権もない。

### 指名人数
導入後しばらくは指名人数に制限はなく、年度によっては100人前後を指名するチームもあった。その後、1998年以降は各チーム50巡目まで、2012年以降は40巡目までに縮小されたが、それでも1日で全選手を指名することは不可能なため、ドラフト会議は数日間に渡っての開催となる。
2020年はCOVID-19感染拡大による契約コスト削減の一環として、例外的に5巡目指名をもって終了となった（指名されなかった選手とは、契約金2万ドルを上限として自由獲得することが可能）。マイナーリーグのチーム数が削減された2021年以降は、20巡目までの指名に縮小された。

### 契約金
各年のドラフト開催前に予め、10巡目までの全指名順位ごとに契約金の目安（Pick Value）が設定される。その合計金額が各球団の契約金推奨額（Bonus Pool）となる。各球団は、指名した全選手との契約金合計額をこのBonus Pool以下に抑えなければならない（どの指名選手にどう金額を割り振るかは球団側の自由。なお契約不成立選手のPick ValueはBonus Poolから差し引く。11巡目以降の指名選手については計算上、各人15万ドルを超えた分のみ合計額に加算される）。
合計額が超過した場合、5%未満の超過であれば球団に罰金が科され、5%を超過すれば超過割合により翌年ドラフトの1巡目指名権剥奪などのペナルティも加わる。このルールは2012年より適用されている。
同じ1巡目指名順でも、全体1位と全体30位では例年、Pick Valueに3倍以上の開きがある。このため、1巡目で上位の指名権を持つ球団ほどBonus Poolに十分な余裕が生じ、1巡目以降でも高評価の（契約金が高くなりそうな）選手を躊躇なく指名できたり、契約金不足による入団拒否を回避しやすくなるといったメリットが得られる。

### 日本人の指名
アメリカ合衆国・カナダ・プエルトリコの学校でプレーする留学生なども指名対象となるため、当該国以外の国籍を有する選手も指名されることがある。日本国籍を有する歴代指名選手は以下のとおり。2022年、加藤豪将が当該選手として史上初のメジャー昇格（アクティブ・ロースター入り）を果たしている。
- 2002年 坂本充（アリゾナ・ウエスタン短期大学） - 24巡目（全体711位）コロラド・ロッキーズから指名
- 2008年 鷲谷修也（デザート短期大学） - 42巡目（全体1261位）ワシントン・ナショナルズから指名 ※契約せず
- 2009年 鷲谷修也（デザート短期大学） - 14巡目（全体412位）ワシントン・ナショナルズから指名
- 2009年 藤谷周平（ノーザン・アイオワ大学） - 18巡目（全体534位）サンディエゴ・パドレスから指名 ※契約せず
- 2013年 加藤豪将（ランチョ・バーナード高校） - 2巡目（全体66位）ニューヨーク・ヤンキースから指名[30][31]
- 2023年 西田陸浮（オレゴン大学） - 11巡目（全体329位）シカゴ・ホワイトソックスから指名
- 2025年 武元一輝 (ハワイ大学） - 19巡目（全体560位）アスレチックスから指名

### 世界ドラフト構想
MLBでは2023年現在、ドラフト指名対象外となるドミニカ共和国、ベネズエラ、メキシコ、日本、韓国、台湾などに在住する海外アマチュア選手については、若手プロ選手（25歳未満の選手、プロ経歴6年未満の選手）と同様に、球団毎に毎年定められる契約金総計（インターナショナル・ボーナス・プール）の範囲内で自由獲得できるルール（インターナショナルFA）となっている。ただし、「他国プロ野球リーグにおいてドラフト指名対象となっているアマチュア選手については、契約や指名を見送る」という紳士協定がリーグ間で合意されており、獲得には様々な障壁がある。
2001年頃から「国際ドラフト（International Draft）構想」が進められている。MLBにおいて中南米や東アジアを中心に外国人選手も増加傾向にあり、一方でNHLなど他のメジャースポーツでは諸外国の選手もドラフトを経て入団しているため、MLBも同様に実施していくことを検討している。MLB機構とMLB選手会の間で協議は続いているが、他国プロ野球との絡み、契約金の損得などの問題から、2023年現在も実現には至っていない。

## ルール5ドラフト
「ルール5ドラフト」（Rule 5 draft）とは、有望選手が十分な活躍の場を与えられず、傘下マイナーリーグチームで半ば飼い殺し状態になってしまうことを防ぐため、他チーム所属の現役選手を指名し獲得できる制度である。名称の由来はMLB規約の第5条に規定されていることから。例年、毎年12月のウインターミーティング最終日に開催される。
MLB以外では2011年11月、韓国プロ野球で新球団・NCダイノスの設立に伴って、この制度を模した「2次ドラフト」が初めて開催され、以降2年おきに開催されたが2019年11月が最後となった。日本プロ野球においてもこの制度を参考にした「現役ドラフト」が2022年から実施されている。
指名は「メジャーリーグ・フェイズ」「マイナーリーグ・フェイズ」に分けて行われ、それぞれウェイバー方式（当年レギュラーシーズンの勝率が低かったチーム順）で指名する。制度の悪用による過剰な引き抜きを防止するため、以下の規定がある（2024年現在）。

### 規定
在籍年数による制限
- 18歳以下で入団した選手のうち、ルール5ドラフト実施日の時点でプロ在籍5シーズン未満の選手は指名できない。
- 19歳以上で入団した選手のうち、ルール5ドラフト実施日の時点でプロ在籍4シーズン未満の選手は指名できない。

ロースターによる制限
- MLBの40人枠に登録されている選手（メジャー契約選手）は指名できない。
  - このため、ルール5ドラフト実施前になると多くのチームがロースターの再編成（指名されたくない自軍選手とメジャー契約を結んで40人枠に登録し、代わりに何人かをDFAなどにする）を行なって枠を空ける傾向がある。この結果指名対象外となった有望選手も、40人枠に入ったことでMLB出場チャンスや年俸が増えるため、ルール5ドラフトの実施効果を高めている。

メジャーリーグ・フェイズ
- 40人枠に空きがあるチームのみ指名できる。
- 指名したMLB各チームは、指名選手の前所属チームに100,000ドルを支払わなければならない。
- 指名した選手は翌シーズン全期間、MLBのアクティブ・ロースターに登録し続けなければならない。
  - 負傷者リストなどへの一時離脱登録は可能だが、アクティブ・ロースター登録日数が90日未満だった場合は再来年も不足日数分のアクティブ・ロースター登録義務を負う。
  - 指名選手をトレードすることも可能だが、移籍先のチームも引き続きアクティブ・ロースターへの登録義務を負う。
  - 負傷者リストなどに登録せず、指名選手をアクティブ・ロースターから外す場合、選手をウェイバー公示 (Outright Waivers) する必要がある。
    - 公示中に他チームから獲得申し込み (Claim) があれば選手はそのチームへ譲渡され、トレードの場合と同じく譲渡先チームも引き続きアクティブ・ロースターへの登録義務を負う。
    - 獲得申し込みがなくウェイバーを通過した場合、指名選手の前所属チームが50,000ドルを払い戻した上で、選手は前チームへ返還される。その後、選手は40人枠から外れて傘下マイナーリーグのチームに配属 (Outright) されるのが通常だが、前チームが返還を望まない場合は指名先チームとトレードを成立させ、当該選手の保有権を指名先チームへ完全譲渡するケースもある（近年では2008年のR.A.ディッキーや、2011年のスコット・ダイアモンドの例がある）。

マイナーリーグ・フェイズ (Triple-A Phase)
- 自チーム傘下AAAクラスのリザーブリストに空きがあるチームのみ指名できる。
- AAクラス以下のマイナー契約選手（40人枠にも、AAAクラスのリザーブリストにも登録されていない選手）のみ指名できる。
- 指名したチームは、選手の元所属チームに24,000ドルを支払わなければならない。ただし、メジャーリーグ・フェイズのようなロースター登録義務はない。
- なお、2015年まではAクラス以下の選手を指名するフェーズ (Double-A Phase) も実施されていたが、2016年以降はTriple-A Phaseのみ実施されている。

指名権の行使
- いずれのフェイズでも、各チームは複数名の指名が可能で、1名も指名しないという選択も可能。ただし、アクティブ・ロースター登録義務があるメジャーリーグ・フェイズで2名以上を指名するチームはほぼ皆無となっている。

### ルール5ドラフトによって移籍した主な選手
★★★印は野球殿堂入り、★印はMLBオールスター選出、(N)印はNPB在籍経験あり、▼印は指名から翌シーズン終了までの間にアクティブ・ロースターから外された選手。
- ロベルト・クレメンテ ★★★ 1954年[46]
- ダレル・エバンス ★ 1968年
- マニー・トリーヨ ★ 1969年
- ウィリー・ヘルナンデス ★ 1976年
- ウィリー・アップショー (N) 1977年
- ジョージ・ベル ★ 1980年
- ジョディ・デービス ★ 1980年
- ケリー・グルーバー ★ 1984年
- マイク・モーガン ★ 1984年
- ボビー・ボニーヤ ★ 1985年
- ジェフ・ネルソン ★ 1986年
- ジョン・ウェッテランド ▼★ 1987年
- デーブ・ホリンズ ★ 1989年
- フェルナンド・ビーニャ ▼★ 1992年
- マイク・マイヤーズ ▼ 1992年
- スティーブン・ランドルフ (N) 1997年
- スコット・ポドセドニック ★ 1997年
- エリック・ラドウィック (N) 1998年
- ヨハン・サンタナ ★ 1999年
- デリック・ターンボウ ★ 1999年
- ホルヘ・ソーサ (N) 2001年
- D.J.カラスコ (N) 2002年
- ハビアー・ロペス ▼ 2002年
- ウィル・レデズマ (N) 2002年
- シェーン・ビクトリーノ ★ 2002年
- ホセ・バティスタ ★ 2003年
- ジェイソン・グリーリ ★ 2003年
- エクトル・ルナ (N) 2003年
- ウィリー・タベラス ▼ 2003年
- D.J.ホールトン (N) 2004年
- トニ・ブランコ (N) 2004年
- ダン・アグラ ★ 2005年
- アレクシー・オガンド ★ 2005年
- ホアキム・ソリア ★ 2006年
- ジョシュ・ハミルトン ▼★ 2006年
- アルフレド・サイモン ★ 2006年

- R.A.ディッキー ▼★ 2007年
- エバン・ミーク ▼★ 2007年
- エバース・カブレラ ★ 2008年
- ミゲル・ゴンザレス 2008年
- ダレン・オデイ ★ 2008年
- イバン・ノバ ▼ 2008年
- マーウィン・ゴンザレス (N) 2011年
- エンダー・インシアーテ ▼★ 2012年
- ライアン・プレスリー ★ 2012年
- ヘクター・ロンドン 2012年
- ジャスティン・ボーア (N) 2013年
- トミー・ケインリー 2013年
- マルコス・マテオ (N) 2013年
- オマー・ナルバエス ★ 2013年
- ラッセル・ウィルソン 2013年
- マーク・カナ 2014年
- オデュベル・ヘレーラ ★ 2014年
- ルイス・ペルドモ (N) 2015年
- ジャバリ・ブラッシュ (N) 2015年
- アンソニー・サンタンダー ★ 2016年
- マイク・フォード (N) 2017年
- アルバート・スアレス (N) 2017年
- ネスター・コルテス Jr. ▼★ 2017年
- ブラッド・ケラー 2017年
- ビクター・レイエス 2017年
- リード・ギャレット (N) 2018年 ▼
- ジョーダン・ロマノ ▼★ 2018年
- トレバー・メギル ▼ 2019年
- ギャレット・ウィットロック 2020年
- ホセ・ソリアーノ ▼ 2020年